# Gösta Haglund

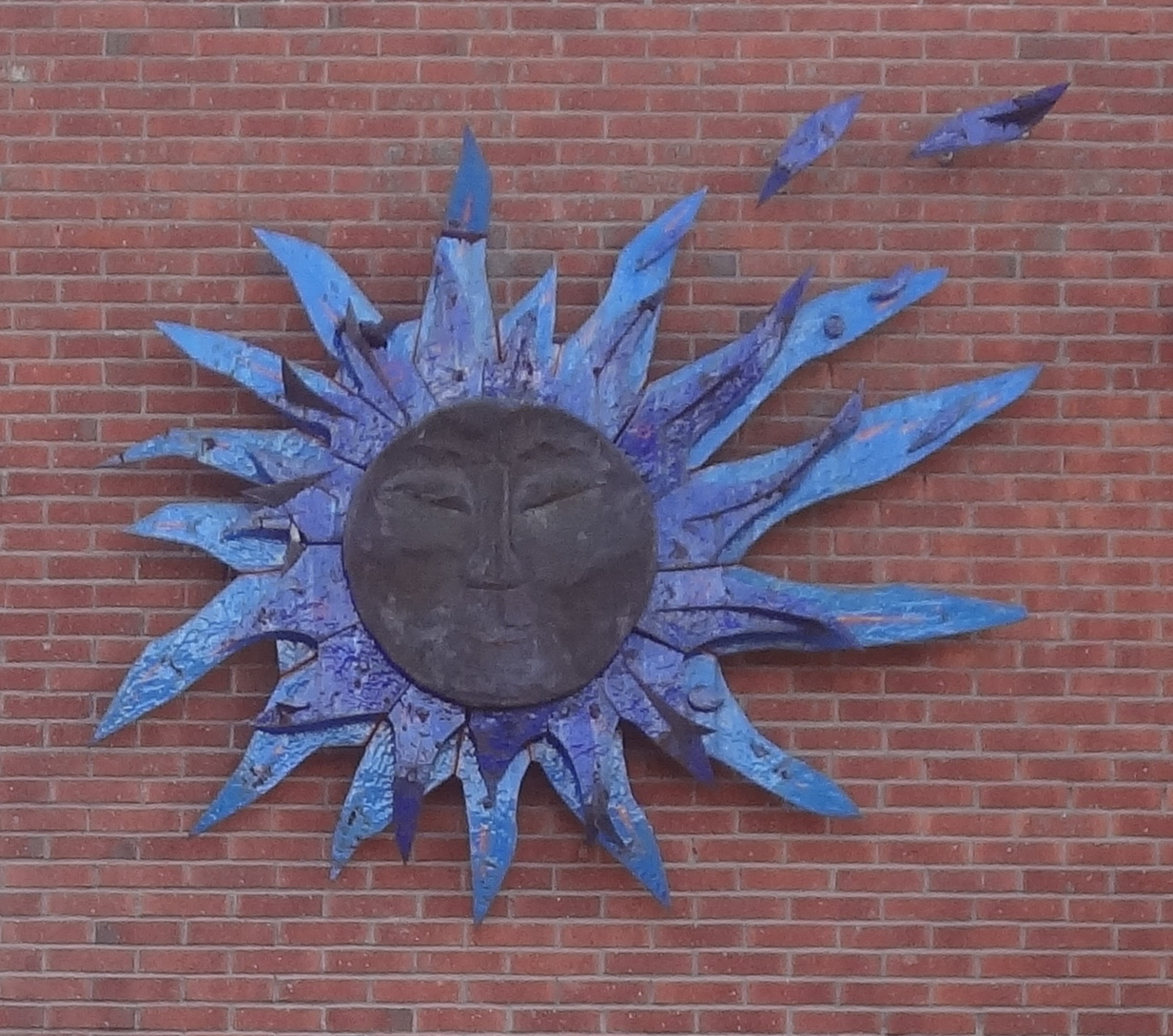
Konstverket Solen av Gösta Haglund vid Skiftingehus skola.

Gösta Harry Alfred Haglund, född 22 december 1914 i Göteborg, död 8 juni 1986 i Eskilstuna Klosters församling, var en svensk målare och teatermålare. 
Han var gift med Ulla Ruuth. Haglund växte upp i Stockholm och efter avslutad skolgång arbetade han några år som dekoratör vid Dramatiska teatern i Stockholm. Han studerade vid Konstakademien 1938–1942 och under en studieresa till Polen hösten 1939. Han tilldelades Gustaf Rydbergs stipendium 1940, Carl Larssons stipendium 1941 och Kimmansonska stipendiet 1943. Han medverkade i utställningar med Sveriges allmänna konstförening ett flertal gånger och ställde ut tillsammans med sin fru. Bland hans offentliga arbeten märks utsmyckningen Solen vid Skiftingehus skola i Eskilstuna. Hans konst består av stilleben, figurmotiv, porträtt och landskapsmålningar. Haglund är gravsatt i minneslunden på S:t Eskils kyrkogård vid Eskilstuna.